# Stemmtor

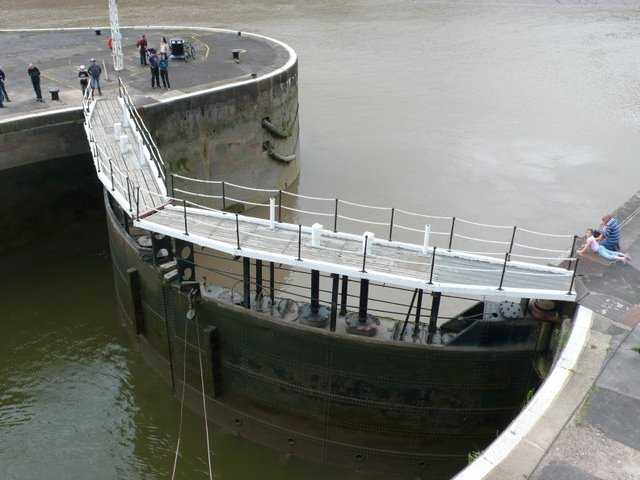
Geschlossenes, zweiflügliges Stemmtor

Als Stemmtor wird ein aus zwei Flügeln bestehender Verschlusstyp für Schleusen und Docks bezeichnet. Stemmtore bestehen aus zwei um vertikale Achsen drehbaren Torflügeln, die sich unter einem stumpfen Winkel gegeneinander stemmen und dabei abdichten. Ein einzelner Flügel wird als Schlagtor oder auch Anschlagtor bezeichnet.

## Aufbau und Funktion

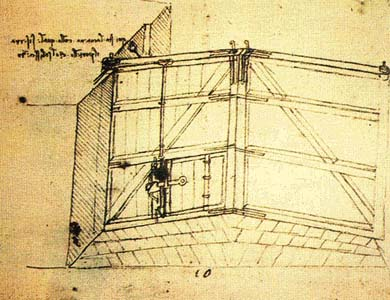
Zeichnung von Leonardo da Vinci

In geschlossener Stellung stehen diese Flügel nicht ganz rechtwinklig zur Schleusenwand, sondern zeigen leicht in Richtung des Oberwassers. Dadurch werden die Flügel bei anstehendem Wasser am Stoß aneinander gepresst, was für eine gute Abdichtung sorgt, und das Tor bleibt von selbst zuverlässig geschlossen, solange die Wasserspiegel vor und hinter dem Tor beim Befüllen oder Entleeren der Schleusenkammer nicht ausgeglichen sind. Statisch betrachtet stellen die geschlossenen Stemmtorflügel einen Dreigelenkbogen dar, bei dem der Druck, der durch die Wasserspiegeldifferenz auf das Tor wirkt, statisch günstig als Druckkraft in Längsrichtung der Torflügel seitlich über die  Stemmknaggen in die Wände der Schleusenkammer abgeleitet wird, ohne das Tor stark auf Biegung (Kragarm) zu beanspruchen. 
In geöffneter Stellung klappen die Flügel des Stemmtors meist in eine entsprechende Stemmtornische in den Schleusenwänden, sodass sie kein Hindernis für passierende Schiffe darstellen. Diese Stemmtornischen werden in modernen Schleusen durch künstlich erzeugte Wasserbewegung, z. B. mit Hilfe von Luftsprudelanlagen, frei von Treibgut und Eis gehalten.

## Beispiele

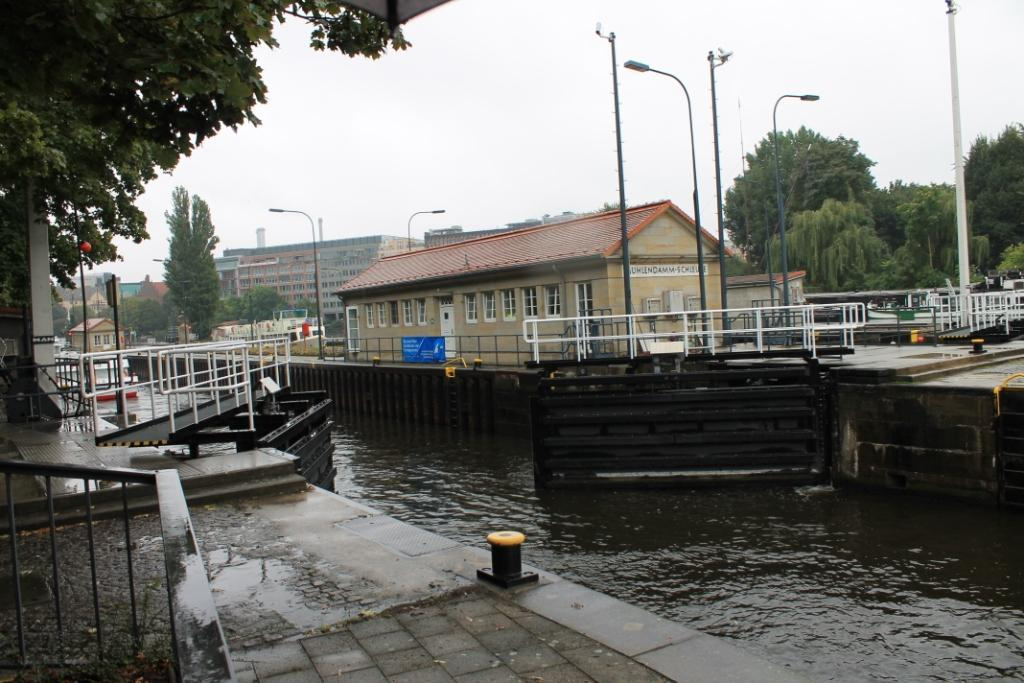
Sich öffnendes Stemmtor
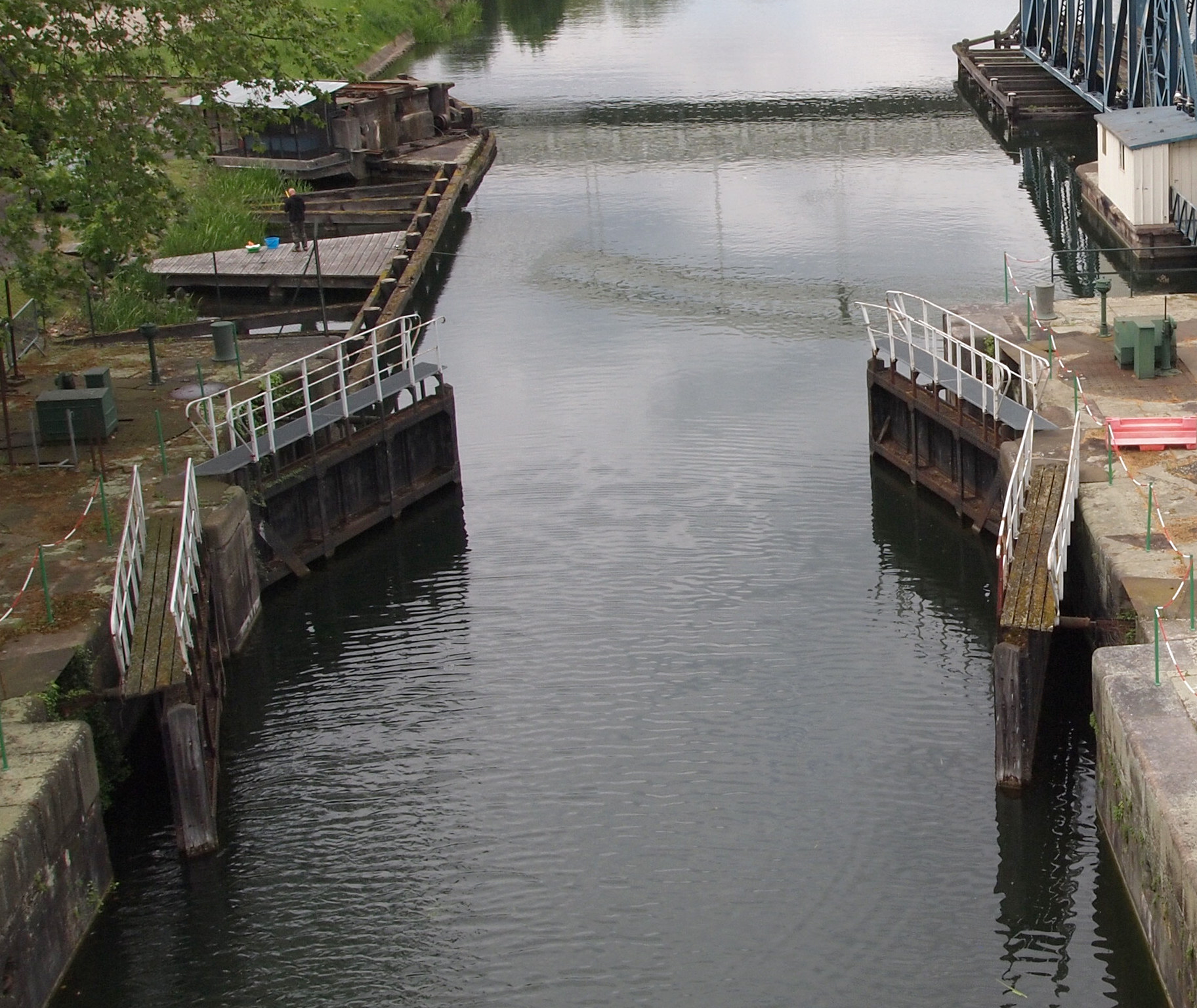
Bidirektionales Stemmtorpaar
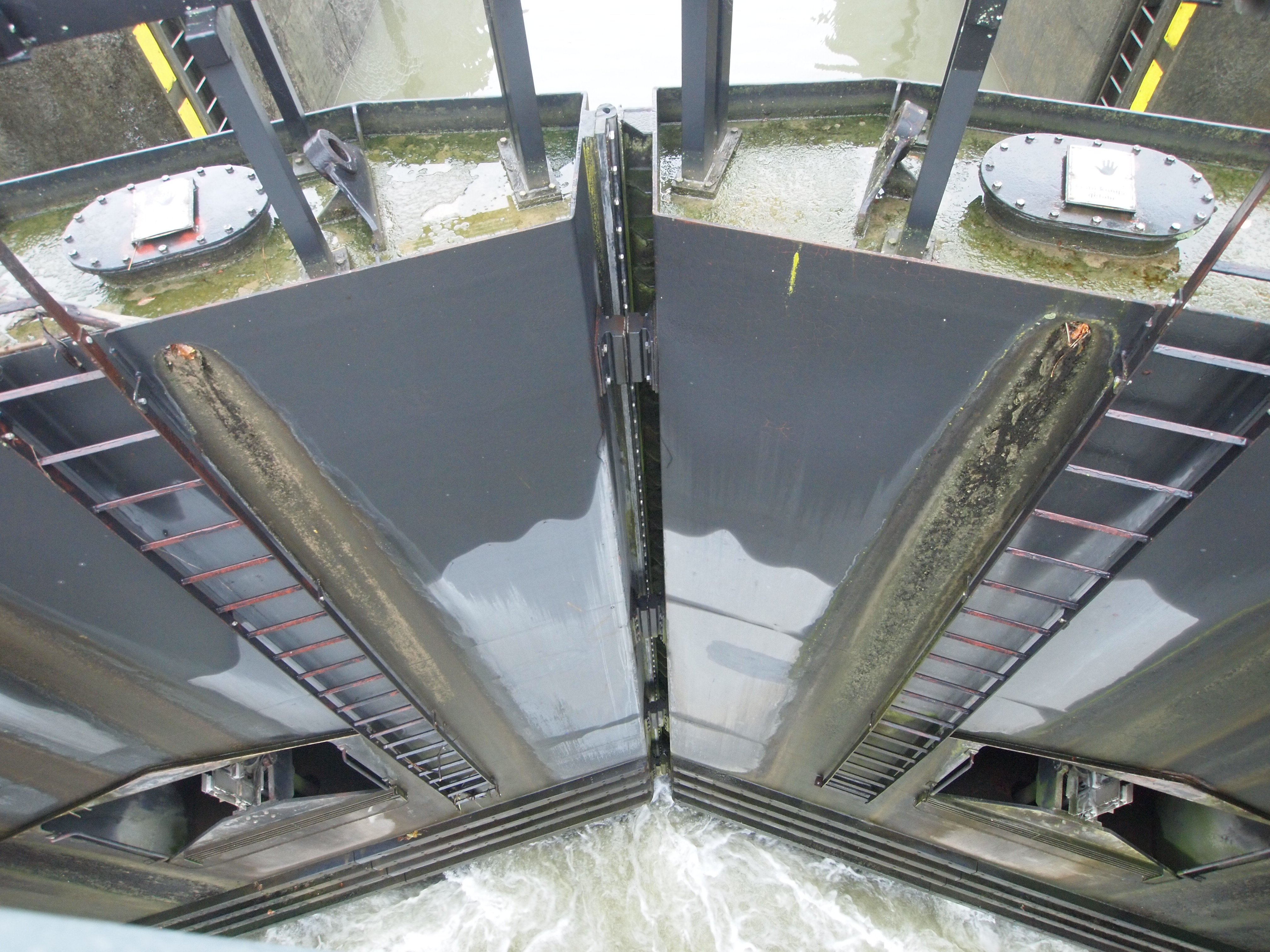
Druck- und Dichtungsbereich eines Stemmtores
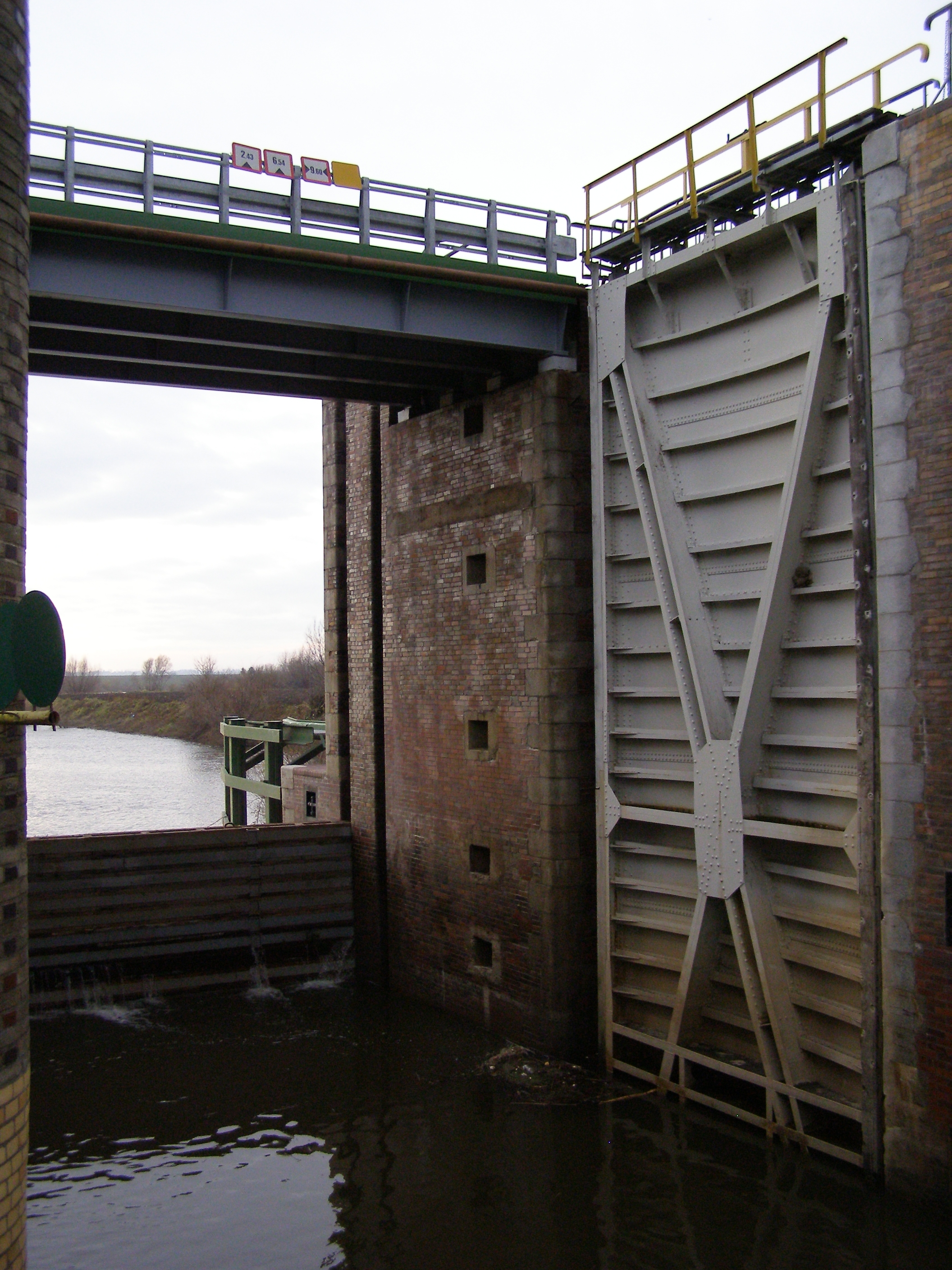
Geöffneter Stemmtorflügel in der Stemmtornische
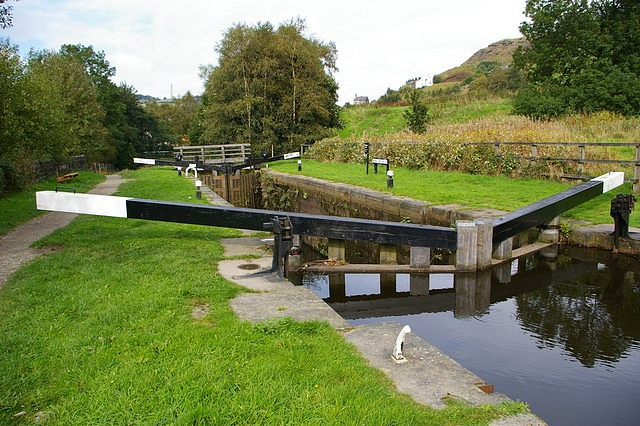
Über Hebelarme von Hand betätigte Stemmtore im englischen Rochdale Canal

## Weitere Typen von Schleusentoren
- Klapptor als einflügeliges Schleusentor mit waagerechter, am Schleusenkammerboden angebrachter Drehachse.
- Hubtor als Schütztafel mit senkrechter Bewegung in Richtung der Torebene nach oben.
- Schiebetor als einteilige, in waagerechter Richtung bewegliche Tafel.
- Segmenttor als um eine horizontale Achse drehbarer Staukörper mit kreiszylindrischer Torhaut.